# Martina Hill
Martina Hill (Berlin, 1974. július 17. –) német színésznő. Legismertebb szerepe a Cobra 11 című sorozatban Petra Schubert titkárnő szerepe.

## Filmográfia
| Év   | Magyar cím           | Eredeti cím                              | Szerep         | Megjegyzés |
| ---- | -------------------- | ---------------------------------------- | -------------- | ---------- |
| 2005 | Potyautasok a pácban | Mädchen über Bord                        | Babsi          |            |
| 1996 | Cobra 11             | Alarm für Cobra 11 – Die Autobahnpolizei | Petra Schubert |            |